# كاربوني (بازيليكاتا)
كاربوني (بالإيطالية: Carbone)‏ هي بلدية في مقاطعة بوتنسا في إقليم بازيليكاتا الإيطالي.

## السكان
في سنة 1861 بلغ عدد السكان 1٬834 نسمة، وتطور العدد ليصل في سنة 2011 لـ 705 نسمة.
يظهر هذا المخطط البياني تطور النمو السكاني لـ كاربوني (بازيليكاتا)